# 코리아와이드대구북부
코리아와이드대구북부(Koreawide terminal Daegubukbu Co.,Ltd)는 본사인 대구북부정류장 관리를 담당하고 있는 회사이다.

## 주요 연혁
- 1973년 9월 20일 : 주식회사 북부정류장으로 회사 설립.
- 2000년 3월 21일 : 노헌영, 노진목 대표이사 취임.
- 2016년 5월 10일 : 회사 상호를 주식회사 북부정류장에서 현 명칭인 주식회사 코리아와이드대구북부로 변경.
- 2016년 10월 1일 : 노진목 대표이사 사임[1]. 류상우 대표이사 취임. (노헌영, 류상우 2인 대표이사 체제)

1. ↑  현재의 코리아와이드 포항 대표이사